# Morro do Chapéu (Prudentópolis)
O Morro do Chapéu, também conhecido como Morro Morungava (ou ainda Chapéu do Governo[carece de fontes?]), é uma montanha localizada no município de Prudentópolis, no Estado do Paraná, no Brasil. Recebeu esse nome devido à semelhança geológica com um chapéu.
O cume da montanha atinge 1119 metros de altitude em relação ao nível do mar. Considerada uma atração turística, a elevação está situada na Serra da Esperança, na região central do Paraná, na divisa do segundo para o terceiro planalto paranaense, possui um mirante e o acesso pode ser feito pela rodovia BR-277.